# Vissel Kobe 2014
Questa pagina raccoglie i dati riguardanti il Vissel Kobe nelle competizioni ufficiali della stagione 2014.

## Stagione
Dopo una sola stagione tra i cadetti, il Vissel Kobe ha fatto ritorno in J. League Division 1 ottenendo l'undicesimo posto finale.

## Organigramma societario
Area direttiva
- Presidente del consiglio di amministrazione: Hiroshi Mikitani

Area tecnica
- Allenatore: Ryō Adachi
- Coach: Shigetoshi Hasebe
- Coach: Takashi Kiyama
- Physical Coach: Flavio[1]
- Allenatore dei portieri: Sidmar

## Rosa
| N. |                          | Ruolo | Calciatore        |
| -- | ------------------------ | ----- | ----------------- |
| 1  | Giappone (bandiera)      | P     | Yuki Uekusa       |
| 2  | Giappone (bandiera)      | D     | Shunki Takahashi  |
| 3  | Giappone (bandiera)      | D     | Takahito Sōma     |
| 4  | Giappone (bandiera)      | D     | Kunie Kitamoto    |
| 5  | Giappone (bandiera)      | D     | Hiroyuki Kōmoto   |
| 6  | Brasile (bandiera)       | C     | Fábio Simplício   |
| 7  | Brasile (bandiera)       | A     | Pedro Júnior      |
| 8  | Giappone (bandiera)      | C     | Hideo Tanaka      |
| 9  | Giappone (bandiera)      | A     | Daisuke Ishizu    |
| 10 | Giappone (bandiera)      | C     | Ryōta Morioka     |
| 11 | Giappone (bandiera)      | A     | Yūzō Tashiro      |
| 13 | Giappone (bandiera)      | C     | Keijirō Ogawa     |
| 14 | Giappone (bandiera)      | D     | Takahiro Masukawa |
| 15 | Giappone (bandiera)      | C     | Tsubasa Oya       |
| 16 | Corea del Sud (bandiera) | C     | Jung Woo-Young    |

| N. |                          | Ruolo | Calciatore        |
| -- | ------------------------ | ----- | ----------------- |
| 17 | Giappone (bandiera)      | A     | Ryo Matsumura     |
| 18 | Brasile (bandiera)       | A     | Marquinhos        |
| 19 | Giappone (bandiera)      | D     | Takuya Iwanami    |
| 20 | Giappone (bandiera)      | C     | Kyohei Sugiura    |
| 21 | Giappone (bandiera)      | A     | Hiroto Mogi       |
| 22 | Giappone (bandiera)      | P     | Kaito Yamamoto    |
| 23 | Giappone (bandiera)      | C     | Takuma Edamura    |
| 25 | Giappone (bandiera)      | D     | Ryō Okui          |
| 26 | Giappone (bandiera)      | C     | Issei Takayanagi  |
| 27 | Giappone (bandiera)      | C     | Hideo Hashimoto   |
| 28 | Giappone (bandiera)      | P     | Kenshin Yoshimaru |
| 29 | Corea del Sud (bandiera) | A     | Kim Yong-Bo       |
| 30 | Giappone (bandiera)      | P     | Kenta Tokushige   |
| 32 | Giappone (bandiera)      | C     | Ryōsuke Maeda     |
| 33 | Giappone (bandiera)      | C     | Tomoki Wada       |